# Mahamadou Dembélé
Mahamadou Dembélé (* 10. April 1999 in Brétigny-sur-Orge) ist ein französischer Fußballspieler.

## Karriere
Dembélé begann seine Karriere bei Paris Saint-Germain. Mit der U-19-Mannschaft von PSG nahm er 2016/17 an der Youth League teil. Im November 2016 debütierte er für die Reserve von PSG in der CFA, als er am zwölften Spieltag der Saison 2016/17 gegen SO Romorantin in der Startelf stand und in der Halbzeitpause durch Alec Georgen ersetzt wurde.
Zur Saison 2017/18 wechselte er nach Österreich zum FC Red Bull Salzburg, bei dem er einen bis Juni 2022 gültigen Vertrag erhielt. Allerdings sollte er zunächst für den FC Liefering zum Einsatz kommen. Sein Debüt für Liefering gab er im Juli 2017, als er am ersten Spieltag jener Saison gegen die Kapfenberger SV in der 72. Minute für Dominik Szoboszlai eingewechselt wurde.
In der Vorbereitung zur Frühjahrssaison 2017/18 fuhr er mit der ersten Mannschaft ins Trainingslager nach Estepona. In zwei Testspielen kam er jeweils eine Halbzeit lang zum Einsatz. Im Februar 2018 stand er gegen den SCR Altach erstmals im Kader von Red Bull Salzburg.
Im Januar 2019 wurde er in die Niederlande an Fortuna Sittard verliehen. Nach drei Einsätzen für Sittard in der Eredivisie kehrte er im April 2019 zu Salzburg zurück, nachdem er sich eine Knieverletzung zugezogen hatte.
Im August 2019 kehrte er nach Frankreich zurück und wechselte zum Zweitligisten ES Troyes AC, bei dem er einen bis Juni 2022 laufenden Vertrag erhielt. Anfang 2021 wurde er für eineinhalb Jahre an den FC Pau ausgeliehen. Für den Zweitligisten kam er zu 43 Einsätzen in der Ligue 2. Zur Saison 2022/23 kehrte er zunächst zu Troyes zurück, ehe er im September 2022 fest nach Belgien zum RFC Seraing wechselte.

## Erfolge
- Österreichischer Meister: 2018, 2019